# Равноугольные прямые
Равноугольные прямые — семейство пересекающихся в одной точке прямых в евклидовом пространстве такое, что угол между любыми двумя прямыми из этого множества один и тот же.
Вычисление максимального числа равноугольных прямых в n-мерном евклидовом пространстве является трудной задачей и в общем случае нерешённой, хотя границы известны. Максимальное число равноугольных прямых в двумерном пространстве равно 3 — можно провести прямые через противоположные вершины правильного шестиугольника, тогда каждая прямая будет пересекать две другие под углом 120 градусов.  Максимальное число в трёхмерном пространстве равно 6 — можно провести прямые через противоположные вершины икосаэдра. Максимальное число в размерностях от 1 до 18 перечислено в Энциклопедии целочисленных последовательностей:
1, 3, 6, 6, 10, 16, 28, 28, 28, 28, 28, 28, 28, 28, 36, 40, 48, 48, ...
В частности, максимальное число равноугольных прямых в пространстве размерности 7 равно 28. Можно получить эти прямые следующим образом: берётся вектор (-3, -3, 1, 1, 1, 1, 1, 1) в {\displaystyle \mathbb {R} ^{8}} и образует все 28 векторов путём перестановки элементов вектора. Скалярное произведение любых двух этих прямых равно 8, если существуют два значения 3, находящиеся в одной и той же позиции, и -8 в других случаях. Таким образом, прямые, на которых лежат эти вектора, равноугольны. Однако все 28 векторов ортогональны вектору (1, 1, 1, 1, 1, 1, 1, 1) в {\displaystyle \mathbb {R} ^{8}}, так что все они лежат в 7-мерном подпространстве. Фактически, эти 28 векторов (и отрицательные к ним векторы), с точностью до вращений, являются 56 вершинами 321 многогранника.  Другими словами, они являются весовыми векторами 56-мерного представления группы Ли E7.
Равноугольные прямые эквивалентны два-графам. Пусть задано множество равноугольных прямых и c равен косинусу общего угла. Мы считаем, что угол не равен 90 °, поскольку это случай тривиален (не интересен, поскольку прямые являются просто координатными осями). Тогда c не равен нулю. Мы можем перенести прямые, чтобы они проходили через начало координат.  Выберем по одному единичному вектору на каждой прямой. Образуем матрицу M скалярных произведений.  Эта матрица имеет 1 на диагонали и ± c на других местах, а также она симметрична. Если вычесть единичную матрицу E и разделить на c, получим симметричную матрицу с нулевой диагональю и ± 1 вне диагонали.  А это матрица смежности Зайделя два-графа. И обратно, любой два-граф можно представить в виде множества равноугольных прямых.